# Relações entre Montenegro e Sérvia
As relações entre Montenegro e Sérvia são as relações diplomáticas estabelecidas entre Montenegro e Sérvia. De 1918 até 2006 os dois estados estavam unidos sob o Reino da Iugoslávia, a República Socialista Federativa da Iugoslávia, a República Federal da Iugoslávia e Sérvia e Montenegro. Ao longo da história os montenegrinos frequentemente se declararam sérvios ou um subgrupo de sérvios.

## História

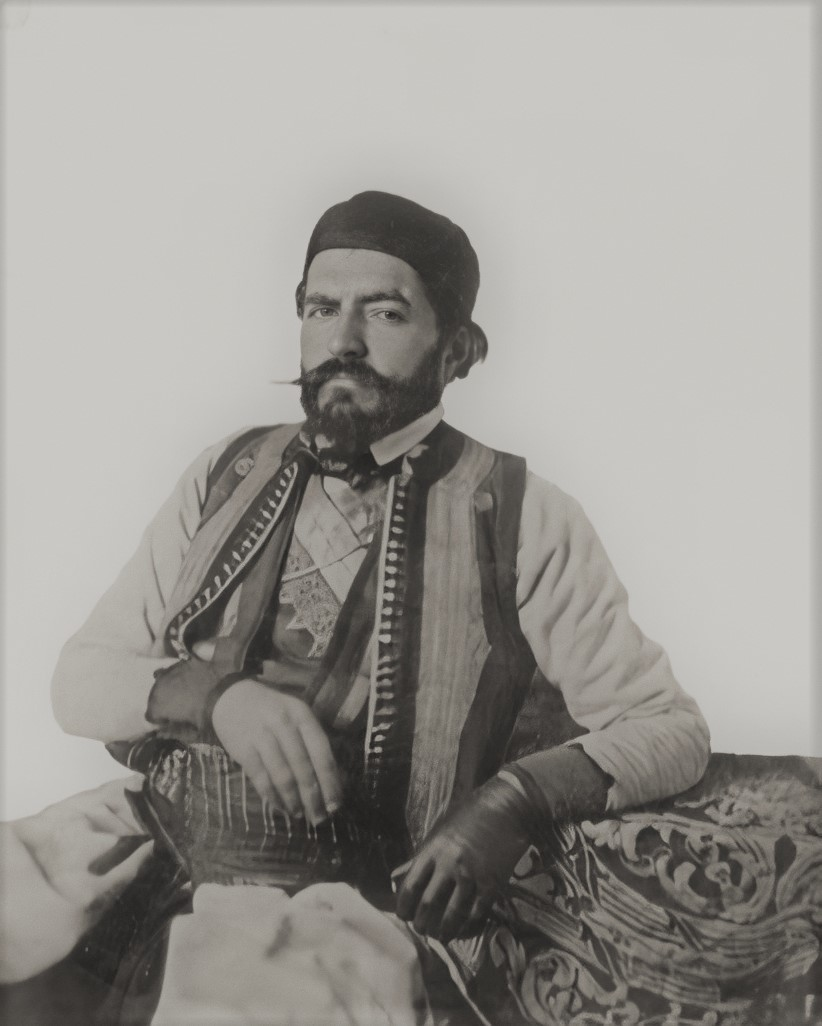
Petar II Petrović-Njegoš em 1851.

### Pré-Iugoslávia
Antes da Iugoslávia existir, havia muito pouca distinção entre sérvios e montenegrinos visto que os dois povos em grande parte mantinham fidelidade à Igreja Ortodoxa Sérvia, o que influenciou diretamente na criação do Principado-Bispado de Montenegro, em 1697. Petar II Petrović-Njegoš, um dos governantes históricos do teocrático Principado-Bispado de Montenegro, constituiu a literatura que viria a ser considerada a espinha dorsal da história da literatura sérvia.

### Primeira Guerra Mundial e anexação de Montenegro na Iugoslávia
Após o Congresso de Berlim reconhecer formalmente a independência de facto dos Estados soberanos, as relações foram melhorando até serem estabelecidas oficialmente em 1897. O Reino de Montenegro foi o mais próximo aliado da Sérvia na Primeira Guerra Mundial, até se render à Áustria-Hungria em 1916.
Antes da Primeira Guerra Mundial, Montenegro e Sérvia foram de fato dois estados separados, mas não havia nenhuma animosidade entre seus dirigentes ou entre os seus habitantes. As coisas ficam mais complicadas em 1918, quando em uma votação no Parlamento de Montenegro, onde a questão da unificação do reino com a Sérvia foi decidida. Parte dos parlamentares se recusaram a união; estes, foram chamados de verdes porque seus nomes estavam em uma lista de papel verde. Enquanto os parlamentares pró-unionistas foram designados como brancos já que os seus nomes estavam, obviamente, em uma lista de papel branco.  Isso aconteceu porque os verdes eram minoria e, Montenegro se juntaria a união dos sérvios croatas e eslovenos.
Assim, Montenegro foi anexado e, posteriormente, declarado sob governança do Reino da Iugoslávia em 20 de dezembro de 1918. Semanas depois desta data, os separatistas Montenegrinos Verdes sob Krsto Zrnov Popović iniciaram uma insurreição violenta contra unionistas pró-iugoslavos conhecida como a Revolta de Natal em 7 de janeiro de 1919.

### Segunda Guerra Mundial
Após a invasão da Iugoslávia, dois grupos de resistência desafiadores foram ativos nos territórios da Sérvia e Montenegro, os partisans iugoslavos e os Chetniks. Os sérvios e os montenegrinos constituíam 35% da composição étnica dos partisans iugoslavos na Segunda Guerra Mundial. Os montenegrinos foram citados como tendo sido o segundo maior grupo dentro do movimento Chetnik depois dos sérvios. Os Chetniks montenegrinos foram liderados e organizados em grande parte por Pavle Đurišić, um comandante polêmico que foi morto com seu exército pelos croatas colaboradores dos nazistas na Batalha do Campo de Lijevče.  Đurišić é considerado uma parte da história de Sérvia-Montenegro pois era um unionista sérvio-montenegrino, o que foi considerado ser a razão pela qual o separatista montenegrino Sekula Drljević auxiliou as forças Ustaša para matá-lo.

### Sérvia e Montenegro como estados membros da República Federal da Iugoslávia (1992-2003)
A Primeira República Sérvia e a República de Montenegro constituíram a República Federal da Iugoslávia durante a dissolução da Iugoslávia. Montenegro permaneceu uma parte da Iugoslávia após uma esmagadora maioria da população votar pela unidade com a Sérvia em 1992. Nesse meio tempo, a Sérvia e Montenegro desempenharam papéis similares durante as Guerras dos Bálcãs, visto que as forças armadas de Montenegro frequentemente lutaram contra os separatistas da Iugoslávia, a maior parte especialmente no Cerco de Dubrovnik. Radovan Karadzic, ex-presidente da República Srpska durante a guerra, é muitas vezes confundido com um sérvio-bósnio, era na verdade da etnia Drobnjak e nasceu em Šavnik. Foi conhecido por ter apoiado num estado unido (que nunca se concretizou por inteiro) entre a República Srpska, a Sérvia e Montenegro. Ao longo de seu mandato, o presidente iugoslavo Slobodan Milošević designou vários políticos montenegrinos como Milo Đukanović e Svetozar Marović que cooperariam com o seu regime em grande parte e, em seguida, o denunciariam anos mais tarde. Em 4 de fevereiro de 2003, a República Federal da Iugoslávia mudou seu nome para Sérvia e Montenegro. A Carta Constitucional da Sérvia e Montenegro, a alterada Constituição da anterior República Federal, permitiu que qualquer um dos dois estados membros realizasse um referendo sobre a independência, uma vez a cada três anos.

### Referendo de independência montenegrino (2006)
O último referendo sobre a independência em Montenegro foi realizado em 21 de maio de 2006. Foi aprovado por 55,5% dos eleitores, passando por pouco o limite de 55% estabelecido pela União Europeia. Até 23 de maio, os resultados preliminares do referendo foram reconhecidos por todos os cinco membros permanentes do Conselho de Segurança das Nações Unidas, indicando o reconhecimento internacional generalizado de Montenegro uma vez que a independência seria formalmente declarada. No dia 31 de maio, a comissão do referendo confirmou oficialmente os resultados do referendo, verificando-se que 55,5% da população de eleitores montenegrinos votaram a favor da independência. Milo Đukanović, o primeiro-ministro nacional na época, foi o líder do bloco pró-independência centrado em torno do Partido dos Socialistas Democráticos de Montenegro. Predrag Bulatović liderou a coalizão de partidos pró-unionistas durante a campanha do referendo.

### Questão de Kosovo
Após a declaração de independência do Kosovo, a Sérvia expulsou o embaixador de Montenegro em outubro de 2008, após o reconhecimento montenegrino da independência do Kosovo. O primeiro-ministro montenegrino, Milo Đukanović rebateu a remoção forçada do seu colega de Belgrado, alegando que as relações entre os dois países tornaram-se "inaceitavelmente ruins". Quase um ano depois, a Sérvia aceitou finalmente Igor Jovović para assumir o papel de novo embaixador montenegrino.